# Ivanovca
Ivanovca è un comune della Moldavia situato nel distretto di Hîncești di 1.056 abitanti al censimento del 2004

## Località
Il comune è formato dall'insieme delle seguenti località (popolazione 2004):
- Ivanovca (656 abitanti)
- Costești (349 abitanti)
- Frasin (51 abitanti)